# Пелечи
Пелечи (латыш. Pelēči) — населённый пункт в Прейльском крае Латвии. Административный центр Пелечской волости. Находится на правом берегу реки Яша (приток Дубны) у региональной автодороги P58 (Виляны—Прейли—Шпоги). Расстояние до города Прейли составляет около 19 км. По данным на 2018 год, в населённом пункте проживало 187 человек. Есть волостная администрация, начальная школа, библиотека, дом культуры, фельдшерско-акушерский пункт, почта. Здания бывшего поместья Пелечи являются памятниками архитектуры.

## История
Ранее село являлось центром поместья Пелечи.
В советское время населённый пункт был центром Пелечского сельсовета Прейльского района. В селе располагалась центральная усадьба колхоза им. К. Маркса.